# Hyde County (North Carolina)
Hyde County is een county in de Amerikaanse staat North Carolina.
De county heeft een landoppervlakte van 1.587 km² en telt 5.826 inwoners (volkstelling 2000). De hoofdplaats is Swanquarter.